# Wanted (telessérie de 2016)
Wanted é uma série de televisão de 2016 criada e estrelada por Rebecca Gibney. Seu primeiro episódio foi ao ar pelo canal Seven Network em 9 de fevereiro de 2016.

## Sinopse
Elas são duas estranhas - e totalmente opostas. Mas quando testemunham um assassinato envolvendo policiais corruptos e são incriminadas, viram parceiras em fuga.

## Elenco e personagens

### Principal
- Rebecca Gibney ... Lola Buckley
- Geraldine Hakewill ... Chelsea Babbage
- Stephen Peacocke ... Detective Josh Levine
- Ryan Corr ... Chris Murphett (1º temporada)
- Nicholas Bell ... Ray Stanton
- Mirko Grillini ... Terry Boke (1º temporada)

### Recorrentes
- Todd Levi ... Ebert
- Veronica Neave ... Karen Stanton
- Anthony Phelan ... Morrison

### Convidados
- Charles Cottier ... David Buckley
- Neil Fanning ... Roadhouse Cop
- Robyn Malcolm ... Donna Walsh
- Ian Bliss ... Luke Delaney
- Steven Rooke ... Jackson Delaney
- Ian Mune ... Jim Walsh
- Catherine Wilkin ... Beverley Delaney
- Edmund Lembke-Hogan ... Constable McKenzie
- Pat Thomson ... Motel owner
- Paul Bishop ... Bernie
- Alex Dimitriades ... Anton Manic
- Christopher Sommers ... Dirk
- Simon Mallory ... Sargento Hunt
- Narelle King ... Dixie Boulevard

## Prêmios
- Emmy Internacional 2017 - Melhor Série Dramática (indicada)